# Rudolfsheim-Fünfhaus

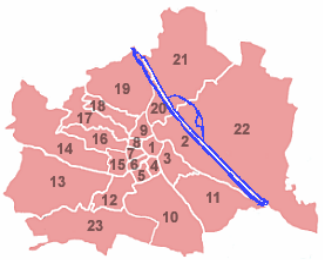
Wiens distrikt. Rudolfsheim-Fünfhaus är nummer 15.

Rudolfsheim-Fünfhaus är ett distrikt (tyska: Gemeindebezirk) i Österrikes huvudstad Wien. Wien är indelat i 23 distrikt och Rudolfsheim-Fünfhaus har distriktsnummer 15.
Antalet invånare är 75 500. Arean är 3,9 kvadratkilometer. Rudolfsheim-Fünfhaus gränsar till distrikten Penzing, Ottakring, Neubau, Mariahilf, Meidling och Hietzing.